# Andelot-Blancheville
 Andelot-Blancheville  es una población y comuna francesa, en la región de Champaña-Ardenas, departamento de Alto Marne, en el distrito de Chaumont. Es la cabecera y mayor población del cantón de su nombre.

## Demografía
| 819 | 881 | 959 | 971 | 916 | 1044 | 1024 | 1004 |
| Para los censos de 1962 a 1999 la población legal corresponde a la población sin duplicidades (Fuente: INSEE [Consultar]) |     |     |     |     |      |      |      |

Incluye la commune associée de Blancheville, con 79 habitantes en 1999.